# Normaaldeler
In de wiskundige groepentheorie is een normaaldeler of normale ondergroep een ondergroep {\displaystyle H} van een groep {\displaystyle G}, waarvan de nevenklassen met elkaar weer een nieuwe groep vormen. Het is kenmerkend voor een normaaldeler dat de linker- en de rechternevenklassen ervan samenvallen. De nevenklassen van de normaaldeler {\displaystyle H} vormen een partitie, dus een disjuncte opdeling, van de groep {\displaystyle G}. De nieuw gecreëerde groep is gedefinieerd als de factorgroep {\displaystyle G/H} van {\displaystyle G} en {\displaystyle H}.

## Definitie
Zij {\displaystyle (G,\cdot )} een groep en {\displaystyle D} een ondergroep van {\displaystyle G}. Men zegt dat {\displaystyle D} een normaaldeler is van {\displaystyle G} als voor alle elementen {\displaystyle g\in G} en {\displaystyle d\in D} geldt
{\displaystyle g^{-1}\cdot d\cdot g\in D}
Men noteert dit vaak als: 
{\displaystyle D\triangleleft G}
Men schrijft ook wel
{\displaystyle g^{-1}\cdot D\cdot g\subset D},
waarin 
{\displaystyle g^{-1}\cdot D\cdot g=\left\{g^{-1}\cdot d\cdot g\mid d\in D\right\}}

## Voorbeelden
Van een abelse groep is elke ondergroep normaal, want 
{\displaystyle g^{-1}\cdot d\cdot g=g^{-1}\cdot g\cdot d=e\cdot d=d}.
Algemener is het centrum {\displaystyle Z(G)} van een groep {\displaystyle G}, dat zijn de elementen die met alle andere elementen van {\displaystyle G} commutatief zijn, een normaaldeler van {\displaystyle G}. Iedere ondergroep van {\displaystyle Z(G)} is ook normaal in {\displaystyle G}.
In de symmetrische groep {\displaystyle {\mathcal {S}}_{n}} op een eindige verzameling met {\displaystyle n} elementen is de alternerende groep {\displaystyle {\mathcal {A}}_{n}} een normaaldeler. Voor {\displaystyle n=3} is dit bijvoorbeeld de groep met de identiteit en (123) en (132). De factorgroep {\displaystyle {\mathcal {S}}_{n}/{\mathcal {A}}_{n}\cong {\mathcal {C}}_{2}}, de cyclische groep van twee elementen.
De kern van een homomorfisme van groepen is gedefinieerd als het inverse beeld van het neutrale element. Het is steeds een normaaldeler.
In de groep {\displaystyle GL(n,K)} van de inverteerbare n × n-matrices over een lichaam {\displaystyle K}, is de speciale lineaire groep {\displaystyle SL(n,K)} van de vierkante matrices met determinant 1 een normaaldeler. Dit is een bijzonder geval van een hogergenoemde regel, want de determinant kan als een groepshomomorfisme worden opgevat.
In de euclidische groep {\displaystyle E(n)} van isometrieën is de groep van alle translaties een normaaldeler. Bij {\displaystyle n=2} is in een isometriegroep met geen andere translaties dan veelvouden van een bepaalde translatievector, de groep van deze translaties een normaaldeler. Afhankelijk van de strookpatroongroep, waaronder deze isometriegroep valt, zijn er 1, 2 of 4 equivalentieklassen. De ondergroep van directe isometrieën is in een isometriegroep van een euclidische ruimte met niet alleen directe isometrieën een normaaldeler met een factorgroep van twee elementen. De factorgroep bestaat uit de directe isometrieën en de indirecte isometrieën.

## Tegenvoorbeelden
In de permutatiegroep {\displaystyle {\mathcal {S}}_{3}} is de ondergroep {\displaystyle \left\{{\hbox{id}},(12)\right\}}, de cyclische ondergroep van twee elementen, waarvan de verwisseling van 1 en 2 het enige element van de genererende verzameling is, geen normaaldeler, omdat {\displaystyle (13)(12)(13)=(23)}.
De alternerende groep {\displaystyle {\mathcal {A}}_{5}} heet enkelvoudig, omdat {\displaystyle {\mathcal {A}}_{5}} geen enkele echte normaaldeler heeft, dus geen normaaldelers behalve de triviale groep en zichzelf.
In de lie-groep {\displaystyle SO(3)} van de rotaties in {\displaystyle \mathbb {R} ^{3}} vormen de rotaties om de {\displaystyle z}-as een ondergroep die geen normaaldeler is. De lie-groep {\displaystyle SO(3)} is enkelvoudig, omdat {\displaystyle SO(3)} geen echte lie-ondergroepen heeft die een normaaldeler zijn.

## Normalisator
De normalisator van een ondergroep {\displaystyle D} van de groep {\displaystyle G} is gedefinieerd als
{\displaystyle N(D)=\{g\in G\mid g\cdot D=D\cdot g\}}
Het is de grootste ondergroep van {\displaystyle G} waarin {\displaystyle D} nog normaal is.